# Bronisław Laus
Bronisław Laus (lit. Bronislovas Liausas; ur. 1 stycznia 1872 w Suboczu lub Popielanach k. Rakiszek, zm. 1 listopada 1941 w Kownie) – polski ksiądz rzymskokatolicki, działacz mniejszości polskiej w przedwojennej Litwie, w latach 1920–1923 poseł na Sejm Republiki Litewskiej.

## Życiorys
Uczęszczał do gimnazjum niemieckiego w Mitawie, po jego ukończeniu w 1888 rozpoczął studia w seminarium duchownym w Kownie, które kontynuował po 1892 w Akademii Duchownej w Petersburgu.
W 1895 przyjął święcenia kapłańskie. Rok później powrócił na Litwę i objął posadę nauczyciela w kowieńskim seminarium, którą sprawował do 1920.
W niepodległej Litwie został redaktorem polskojęzycznej "Strzechy Rodzinnej" (po 1923 przemianowanej na "Chatę Rodzinną"), a po 1925 stanął na czele redakcji "Dzwonu Świątecznego".
Angażował się w działalność parlamentarną. W 1920 wybrano go posłem do litewskiego Sejmu Ustawodawczego z okręgu Kowno. Mandat uzyskał również w wyborach do Sejmu I kadencji w 1922. Podczas posiedzenia litewskiego sejmu ustawodawczego 6 lipca 1921 został publicznie nazwany przez księdza Krupavičiusa "wszą" (niem. Lause – pol. wesz), podobnym epitetem poseł chadecji obdarzył całą mniejszość polską na Litwie (wszy naszego litewskiego narodu). Po pobiciu posła Śnielewskiego i rzuceniu krzesłem w ks. Lausa przez ludowca Jonasa Bildušasa tego samego dnia polscy deputowani zadecydowali o wycofaniu się z działalności sejmowej aż do końca kadencji w październiku 1922.
W latach 1930–1936 pracował jako nauczyciel w kowieńskim gimnazjum im. Adama Mickiewicza.